# Семьон Кожин
Семьон Леонидович Кожин (на руски: Семён Леони́дович Ко́жин) е руски живописец, график и декоратор.

## Галерия
- Санкт Петербург. Нова година. Елисеев гастроном. Маслени бои, 25 х 35 cm.
- Силс Мария. Исола. Маслени бои, 40 х 30 см.
- Розов изгрев слънце. Бодрум. Маслени бои, 67 х 93 см.
- Коледни празници познае. Маслени бои. 60 х 90 см.
- Вечеря. А борда с гипс, масло. 34,5 × 45,8 см.
- Малкия ловец. Маслени бои. 52,5 × 64 см.
- Играта Поло. Санкт Мориц. Швейцария. Акварел на хартия. 50 х 86 см.
- Москва преглед от небостъргача. Маслени бои. 80 х 120 см.
- Граната платно. Маслени бои. 30 x 40 см.
- Стандартбред. Маслени бои. 30 x 40 см.
- Стария дъб в Коломенское. Маслени бои. 120 × 166,5 см.
- Ефес. Руини Храмът на Адриан. Маслени бои. 40 x 50 cm.
- Катедралата на застъпничеството на Богородица, на рова. Маслени бои. 24 х 30 см.